# Palácio Stoclet
O Palácio Stoclet  (em francês:  Palais Stoclet, em neerlandês:  Stocletpaleis) é uma mansão particular construída pelo arquiteto Josef Hoffmann entre 1905 e 1911, em Bruxelas, na Bélgica, para o banqueiro e amante das artes Adolphe Stoclet. Considerada a obra-prima de Hoffman, o Palácio Stoclet é uma das mais refinadas e luxuosas residências privadas do século XX.
Foi construída na Avenida de Tervueren, em Bruxelas, no bairro de Woluwe-Saint-Pierre. Embora a fachada de mármore seja muito simples a de aparência modernista, o edifício é considerado como uma transição entre o Art nouveau e marca a evolução para o Art déco. Ele contém obras de Gustav Klimt na sala de jantar Klaus Honnef (2000). Art of the 20th Century. [S.l.]: Taschen. p. 754. ISBN 3822859079</ref> , quatro figuras de cobre do escultor Franz Metzner e outras obras dentro e fora da construção.
Esta integração de arquitetos, artistas e artesãos fazem-na um exemplo do "Gesantkunstwerk", uma das características definidas por Jugendstil. As obras de Gustav Klimt para a sala de jantar podem ser encontradas na coleção permanente do Museu de Artes Aplicadas, em Viena.
A mansão ainda é usada pela Família Stoclet. Não é aberta a visitação.
Foi designado como Patrimônio Mundial da UNESCO em junho de 2009.